# Feuer über Mindanao
Feuer über Mindanao ist ein US-amerikanischer Abenteuerfilm aus dem Jahr 1956 mit George Montgomery und Mona Freeman in den Hauptrollen. Die Produktion der Pan Pacific Pictures basiert auf dem Roman Huk! von Stirling Silliphant, der auch das Drehbuch verfasste.

## Handlung
Auf einigen Inseln der Philippinen regt sich 1951 Widerstand gegen die Regierung. Die Rebellengruppe der Huk greift insbesondere Plantagen ausländischer Besitzer an. Nachdem der Zuckerplantagenbesitzer Dickson bei einem der Überfälle getötet wird, kommt sein Sohn Greg aus den USA zurück, um die Plantage in Stand zu setzen. Am Flughafen von Manila wird er von Cindy Rogers abgeholt. Cindys Mann Bart ist ein Jugendfreund Gregs, der zusammen mit seinem Vater Stephen die Plantage beaufsichtigt. Greg, ein begabter Ingenieur, verärgert Cindy mit seiner Hartherzigkeit, als er den Tod seines Vaters mit der Notlage der einheimischen Bevölkerung vergleicht.
Mit dem Boot Stella Maris soll die Insel, auf der die Dickson-Plantage liegt, angelaufen werden. Das Boot wird von Rebellen unter dem Führer Kalak angegriffen. Bart und die Seeleute können die Rebellen abwehren. Greg ist von Barts Grausamkeit geschockt, da er ihn als liebenswerten Jungen mit einer Angst vor Waffen in Erinnerung hat. Auf der Plantage wird Greg von Stephen begrüßt. Stephen, für Greg eine Art Ersatzvater, sieht in dessen Kaltschnäuzigkeit eine Fassade, auch wenn Greg die Besessenheit seines Vaters für die Plantage kritisiert. Als er zum Schwimmen an einen nahen Strand geht, begegnet er Cindy wieder. Sie beginnt sich trotz seines Zynismus für Greg zu erwärmen, wird aber von seiner Frage, ob sie Bart liebe, irritiert. Bevor sie antworten kann, werden sie von einem Rebellen angegriffen. Greg kann den Angreifer töten. Am Abend macht Greg einen Annäherungsversuch, doch Cindy reagiert nicht. In ihrem Schlafzimmer fragt Bart sie, ob sie sich zu Greg hingezogen fühle. Sie verneint und versichert ihm, dass der Krieg aus Greg einen anderen Mann gemacht habe. Bart möchte, dass Cindy nach Manila zurückkehrt, doch sie will bleiben. 
Am nächsten erscheint Major Balatbat, der Kommandeur der lokalen Regierungstruppen. Er fordert Greg auf, das Begräbnis des getöteten Rebellen zu besuchen, um die Rebellen hervorzulocken, wie es auch sein Vater Wochen vorher getan habe. Zwar ist Greg von Balatbats Idealismus beeindruckt, doch er will nur die Plantage verkaufen und abreisen. Am Nachmittag versucht er, Stephen zu überreden, nach dem Verkauf mit ihm in die USA zu reisen. Stephen, seit 1907 auf den Philippinen, lehnt jedoch ab. In diesen Augenblick wird die Plantage von Kalak und seinen Männern angegriffen. Ein Aufseher wird getötet und mehrere Gebäude in Brand gesetzt. Die Rebellen können vertrieben werden. Greg sieht, wie Bart immer weiter auf den Körper eines schon toten Rebellen schießt und fragt Stephen, was mit Bart los sei. Stephen und Bart waren in japanischer Kriegsgefangenschaft, was Bart hart gemacht habe.
Greg will, dass die Wachen verstärkt und die Plantagenarbeiter bewaffnet werden. Die Arbeiter wollen zuerst keine Waffen tragen, werden aber von Greg mit dem Hinweis überzeugt, dass die Zerstörung der Plantage auch ihre Lebensgrundlage zerstöre. Stephen fragt Greg, ob er mit einigen der Arbeiter das nahe Dorf gegen Rebellenangriffe schützen könne. Greg macht sich um Stephen Sorgen und will ihn auf der Plantage behalten, doch Stephen schleicht sich ins Dorf, um das Schulhaus zu bewachen. Kurze Zeit später wird er von Kalak erschossen. Auf der Plantage drückt Greg Cindy sein Mitgefühl über Barts Rücksichtslosigkeit aus. Kalak und die Rebellen starten einen Großangriff auf die Plantage. Bart startet den Plantagenzug, auf den Greg aufspringt. Zusammen töten sie mehrere Rebellen, die versuchen, den Zug aufzuhalten. Major Balatbat kommt mit seinen Truppen zu Hilfe und vertreibt die Rebellen. 
Am Abend trauert Greg um Stephen, der von den Einwohnern in eine philippinische Flagge gewickelt wurde. Er schwört, den Kampf gegen die Rebellen aufzunehmen. Balatbat will jedoch, dass er die Insel mit so vielen Bewohnern wie möglich verlässt, da die Rebellen die Insel in Kürze überrennen werden. Am nächsten Tag bringen Greg, Bart und Cindy Dutzende von Einwohnern auf die Stella Maris. Einer der Bewohner ist jedoch ein Verräter und hat Dynamit im Boot platziert. Kalak lässt seine Männer kleine Boote besteigen und die Stella Maris verfolgen. Greg sieht die Rebellenboote und befiehlt dem Kapitän, auf volle Fahrt voraus zu gehen. Die verfolgenden Rebellen eröffnen das Feuer. Greg lässt Ölfässer ins Wasser werfen und schießt auf sie, als die Rebellenboote die Fässer passieren. Cindy bringt Frauen und Kinder unter Deck, während die Männer weiterhin gegen die Rebellen kämpfen. Bart wird tödlich verwundet, kann aber mit letzter Kraft Dynamitstangen auf die Rebellenboote werfen. Greg und Kalak kämpfen gegeneinander. Greg kann den Rebellenführer über Bord werfen. Als Regierungstruppen am Ufer auftauchen, versuchen die noch lebenden Rebellen zu fliehen. Greg trägt die um Bart trauernde Cindy vom Boot, auch die Bewohner werden an Land gebracht. Balatbat deutet auf eine Rauchsäule und erklärt, dass die Plantage zerstört sei. Greg will neu anfangen und begleitet mit Cindy die Bewohner ins Dorf.

## Hintergrund

### Produktion
Gedreht wurde der Film von Anfang Oktober bis Anfang November 1955 auf den Philippinen. Weitere Szene entstanden Anfang Februar 1956 in den King-Studios in Holywood.
Laut Produzent Young kostete der Film 350.000 Dollar. 100.000 davon kamen in eingefrorenen philippinischen Pesos von der Verleihgesellschaft United Artists. Young bekam für das Geld, was er wollte, insbesondere weil die philippinische Regierung bestrebt war, einen Film über die Niederschlagung der Rebellenbewegung zu unterstützen. An den Drehorten bekamen die Kinder schulfrei und die Einwohner ganzer Ortschaften wirkten an Massenszenen mit.

### Besetzung
Im Vorspann bekam das 27. Bataillon der philippinischen Armee einen eigenen Credit.

## Synchronisation
| Rolle          | Schauspieler      | Deutscher Synchronsprecher |
| -------------- | ----------------- | -------------------------- |
| Greg Dickson   | George Montgomery | Gert Günther Hoffmann      |
| Cindy Rogers   | Mona Freeman      | Margot Leonard             |
| Bart Rogers    | John Baer         | Dietrich Haugk             |
| Stephen Rogers | James Bell        | Walter Holten              |
| Major Balatbat | Teddy Benavidez   | Hans Dieter Zeidler        |
| Kalak          | Mario Barri       | Horst Niendorf             |
| Pinote         | Ben Perez         | Arnold Marquis             |

## Veröffentlichung
Die Premiere des Films fand am 9. August 1956 in den USA statt. In der Bundesrepublik Deutschland kam er am 14. Juni 1957 in die Kinos, in Österreich im September 1957. 

## Kritiken
Das Lexikon des internationalen Films schrieb: "Blutrünstiger, unglaubhafter Abenteuerfilm im Kolonialmilieu mit einer platten Liebesgeschichte und politisch gezieltem Propaganda-Pathos."
Für die Filmzeitschrift Cinema beinhaltet das Werk "zu viel Pathos".
Der Kritiker des TV Guide sah ein konfuses Nachkriegsdrama, brutal und explizit gewalttätig.